# 亨利·克利福德·达比
亨利·克利福德·达比爵士，KBE，FBA（英語：Henry Clifford Darby；1909年2月7日—1992年4月14日），英国历史地理学家、历史地理学科奠基人之一。

## 生平
达比于1909年2月7日出生于南威尔士的里索尔文，父亲是一名工程师。早年达比就读于尼思本地学校，后获得奖学金进入剑桥大学圣凯瑟琳学院学习。他最初修读的专业是英语，但后来转到地理专业，并于1928年毕业，发布第一篇研究论文《南不列颠的建筑地理》（The Architectural Geography of South Britain）。1931年达比获剑桥大学地理系哲学博士学位，博士论文为《芬兰区在英国历史中的地位》（The Role of the Fenland
in English History）。
达比在1931年至1945年于剑桥大学任教，1945至1949年，任利物浦大学地理系教授、系主任，1949至1966年在伦敦大学学院任教授、系主任，1966至1976年，继续在剑桥大学任教授，直至退休。期间他曾任英国皇家地理学会会长（1961年）和英国国家地理委员会主席（1973-78年），1967年当选为英国国家学术院院士（1972-73年任副会长），1975年被授予英国皇家地理学会荣誉院士。在1988年，“由于其对历史地理学研究做出的贡献”被授予大英帝国司令勋章（CBE），三年后被授予爵士称号。此后，达比于1992年去世。

## 学术影响
达比是英国历史地理学科的奠基人之一。其组织编写并于1936年出版的《1800年以前的英格兰历史地理》（An historical geography of England before A.D. 1800 : fourteen studies）是英国第一部以水平横剖面方法结合历史文献尝试复原区域地理景观变化的历史地理学专著。1953年，达比发表《论地理与历史的关系》（On the Relations of Geography and History），对“历史背后的地理”、“过去的地理”、“地理背后的历史”和“地理中的历史要素”四个概念进行阐述。1973年，达比主编的《新英格兰历史地理》出版。该书对自《末日审判书》（Domesday Book）到1900年前后近1000年的英格兰地区地理景观演变过程选取六个历史剖面进行还原，并通过剖面的前后比较来展现整个演进过程，是达比的历史地理学代表作。
达比的学术影响遍及世界。中国历史地理学家侯仁之曾于1946年8月赴利物浦大学学习，并受教于达比。在其指导下，侯仁之于1949年7月获得英国利物浦大学哲学博士学位，博士论文为《北京的历史地理》。